# Італійсько-турецька війна
Італійсько-турецька війна або турецько-італійська (також відома в Італії як Лівійська війна (італ. Guerra di Libia), а в Туреччині як Триполітанська війна (тур. Trablusgarp Savaşı)) — збройний конфлікт між Османською імперію і Королівством Італія з 29 вересня 1911 року по 18 жовтня 1912 року (всього 386 днів). В результаті Італія захопила області Османської імперії Триполітанію і Киренаїку — територію сучасної Лівії, також острів Родос і грекомовний архіпелаг Додеканес біля Малої Азії.
Хоча цю війну за масштабом не можна порівняти з Першою світовою війною, вона, все ж таки, стала важливою передумовою для неї, оскільки допомогла розпалити націоналізм у балканських державах: спостерігаючи за легкою перемогою італійців над дезорганізованими масами Османської армії, члени Балканської Ліги побачили свій шанс і разом напали на Османську імперію ще до завершення італо-турецької війни. В італо-турецькій війні світ побачив можливості технічного прогресу, зокрема, радіо та літаків. 23 жовтня 1911 року італійський пілот пролетів над османськими лініями фронту з розвідувальною місією, а 1 листопада 1911 року було проведено перше у світі бомбардування з повітря — італійський літак скинув бомбу на османський загін у Лівії.
| Королівство Італія | 35 131 800 | 100 000 | 3 380  | 4 220 |  |  |
| Османська імперія  | 22 500 000 | 25 000  | 14 000 | 5 370 |  |  |
| УСЬОГО             | 57 631 800 | 125 000 | 17 380 | 9 590 |  |  |

## Привід для війни

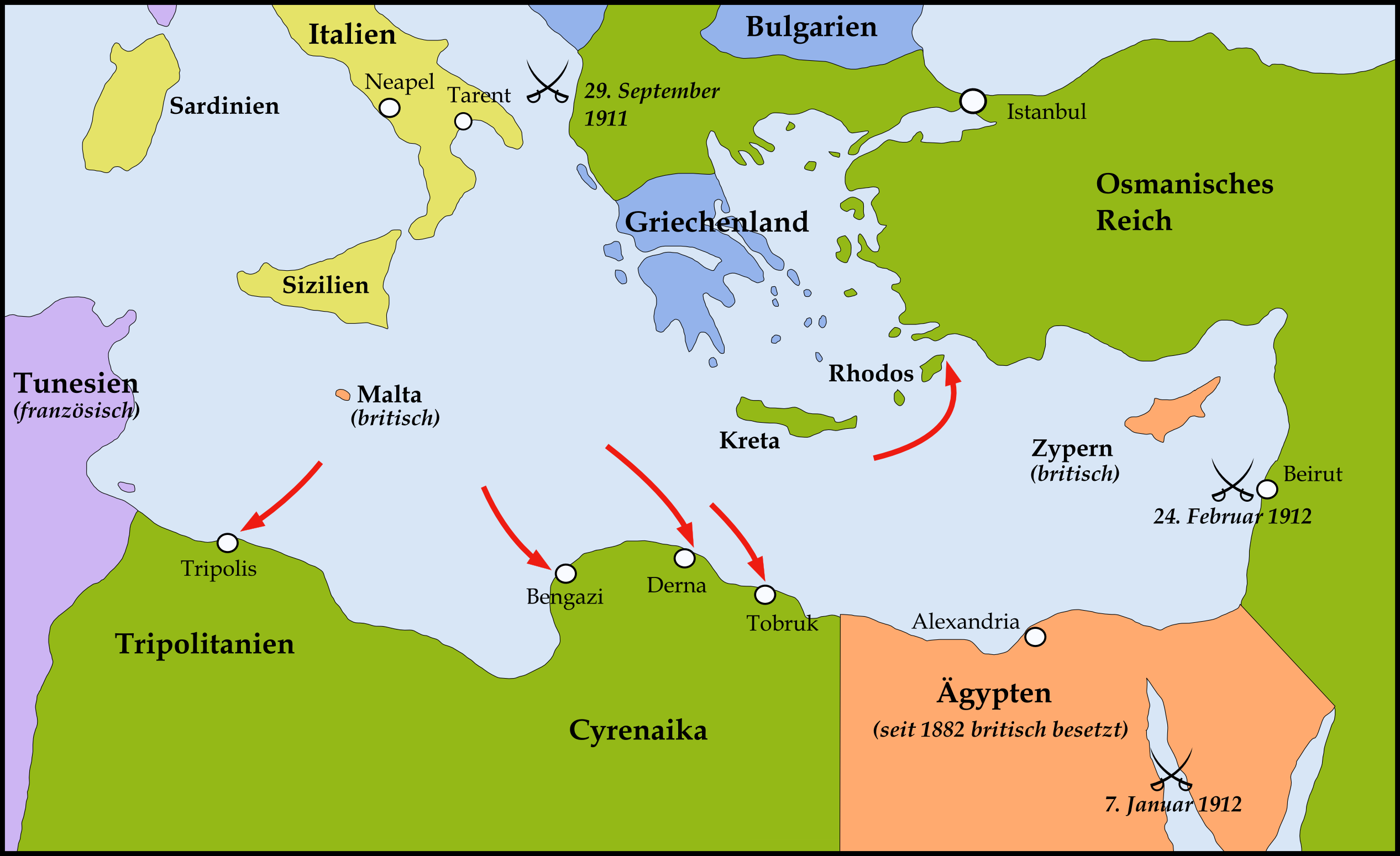
Мапа італійсько-турецької війни

Заява Королівства Італія щодо Лівії була зроблена після Берлінського Конгресу 1878 року, на якому Французька республіка і Велика Британія погодили окупацію Тунісу і Кіпру, які були на той момент частинами ослабленої Османської імперії. Коли італійські дипломати натякнули про можливе заперечення їх уряду, французи відповіли, що Триполі (столиця Лівії) буде в італійців. У 1902 році Королівство Італія і Французька республіка підписали таємну угоду, яка надавала свободу втручання Італії в Лівії й Марокко. Італійці почали підготовку вторгнення до Лівії. Лівію химерно уявляли як країну з великою кількістю корисних копалини, добре зволожену, а так само отримали інформацію про те, що Лівію захищають лише 4 000 османських солдатів. Також варто відзначити, що саме населення Лівії було вороже настроєне до османів і дружньо до італійців, оскільки вважали їх визволителями від османського правління. Майбутнє вторгнення до Лівії уявлялось не інакше як «військовою прогулянкою». Італійський уряд спочатку вагався, але літом приготування до вторгнення були завершені. Прем'єр-міністр Італії Джованні Джолітті почав цікавитися реакцією головних європейських урядів на можливе вторгнення італійців до Лівії. Отримавши позитивні відповіді від головних європейських держав, італійський уряд в ніч з 26 на 27 вересня надав османському уряду «Османського суспільства єднання і прогресу» ультиматум, за яким Османська імперія була зобов'язана протягом 48 годин вивести свої війська з Лівії. Османський уряд, через австро-угорське посередництво, відповів згодою на здачу Лівії без військових дій, але з умовою збереження в країні формального уряду Османської імперії. Королівство Італія відмовилось і оголосило війну Османській імперії 29 вересня 1911 року.

## Бойові дії

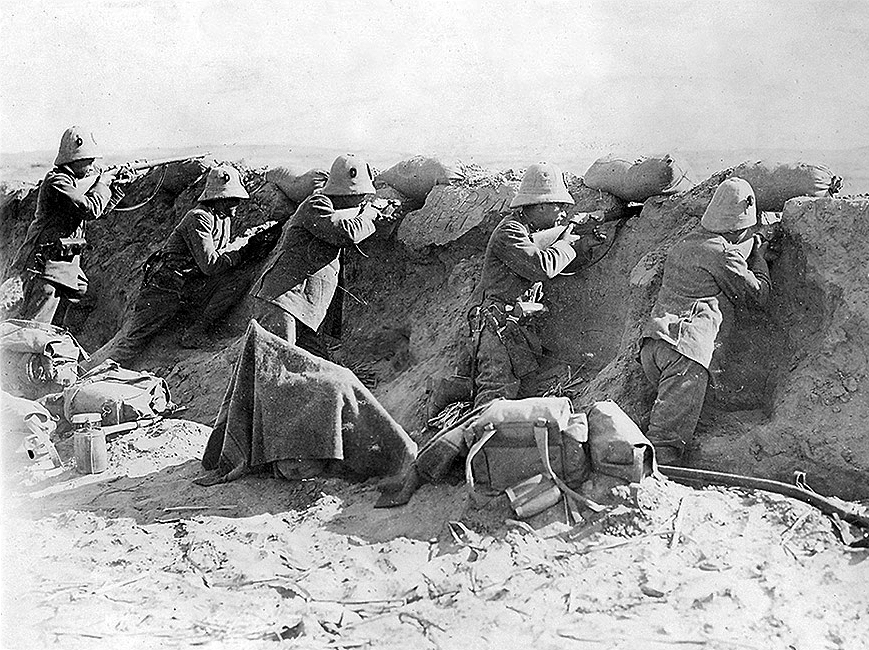
Італійські війська біля Триполі, 1911

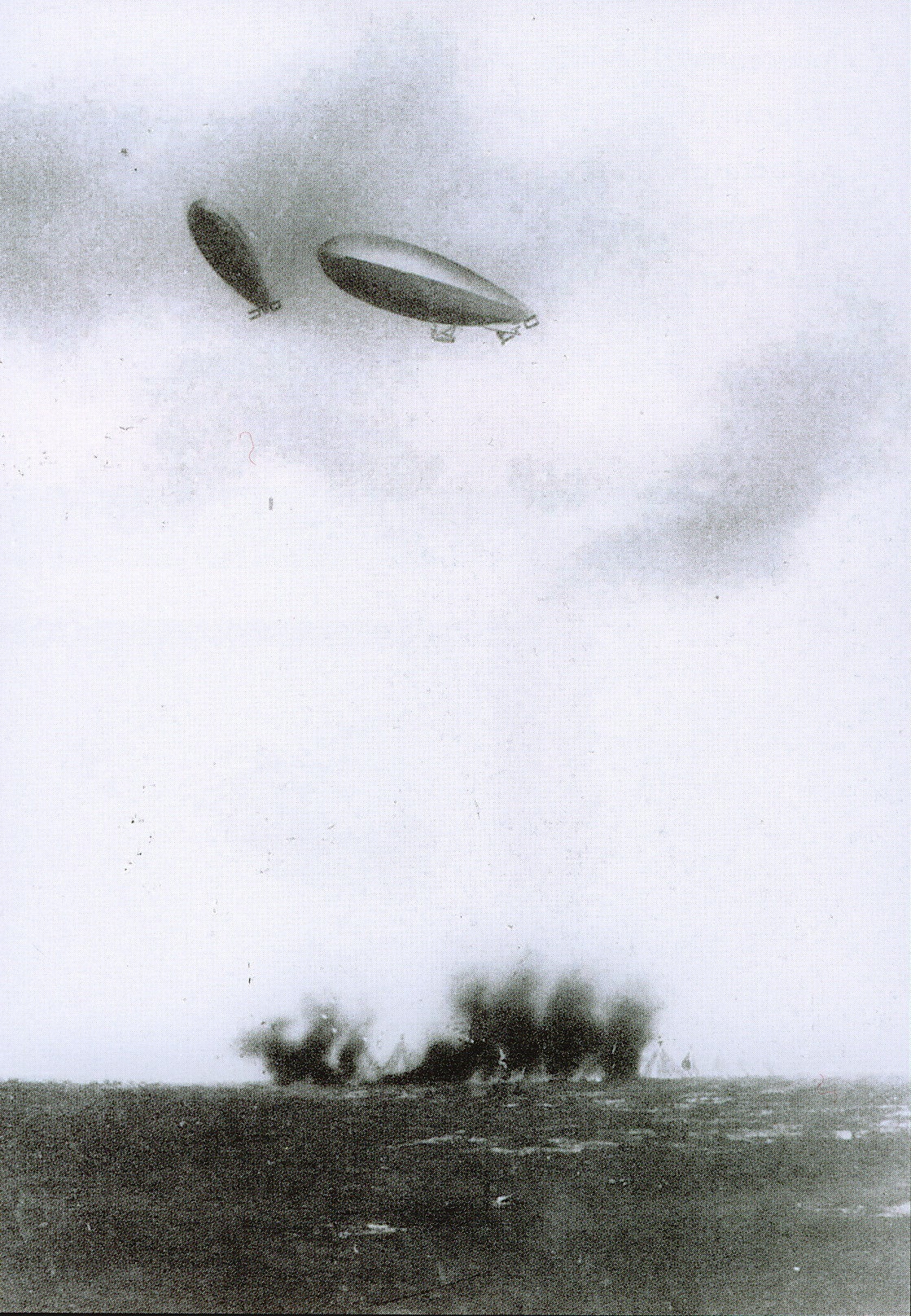
Італійські дирижаблі бомблять османські позиції на території Лівії

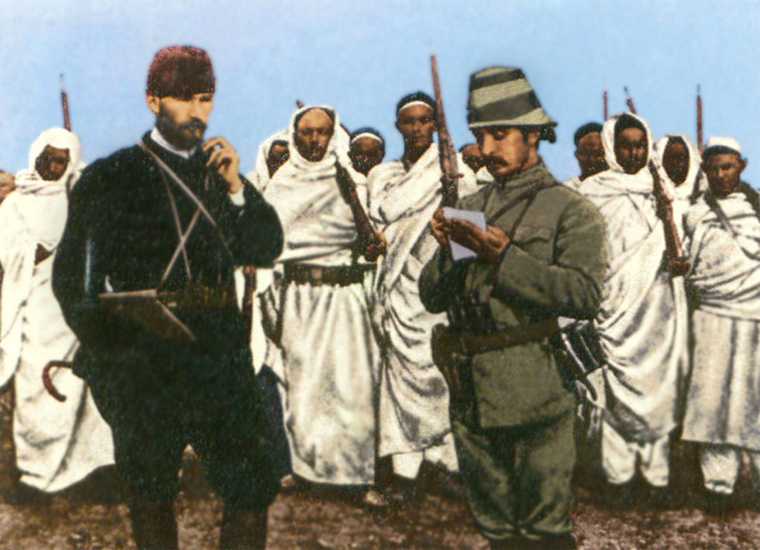
Мустафа Кемаль з лівійськими бедуїнами

Попри те, що часу на розробку і підготовку операції з вторгнення до Лівії було достатньо багато, італійська армія виявилася значною мірою не готовою. Італійський флот з'явився біля Триполі 28 вересня, але бомбардування почав лише 3 жовтня. Місто було зайняте 1 500 моряками. Османи направили іншу пропозицію про врегулювання конфлікту, проте італійці відхилили її. Османи вирішили захищати територію. Перше зіткнення загонів відбулося 10 жовтня. Італійський контингент з 20 000 солдатів вважали достатнім, щоб завоювати Хомс, Тобрук (14 жовтня), Смикну (17 жовтня), Бенгазі (21 жовтня) і прибережні оази. Перша затримка італійських загонів відбулася 23 жовтня, коли маленький загін біля Триполі заманив їх у пастку. Італійці були оточені мобільнішою арабською кіннотою, яка була підтримана османськими солдатами. Корпус був майже повністю знищений. Італійська преса зобразила цю пастку як просте повстання. Корпус був збільшений до 100 000 солдатів, яким протистояли на той момент 20 000 арабів і 8 000 османів. Війна поступово перетворювалася на окопну, позиційну війну. І навіть перше використання авіації не мало великого ефекту.
Декретом від 5 листопада 1911 року Італія оголосила свою владу в країні, хоча італійський уряд контролював лише деякі прибережні території країни, які були під облогою місцевих загонів, за винятком Триполі. Італійська влада застосовувала репресивні заходи проти бунтівників. Італійські загони висадилися в Тобруці, після короткого бомбардування 4 грудня 1911 року зайняли узбережжя і пройшли до внутрішніх районів, зустрівшись зі слабким опором. Нечисленні османські солдати та лівійські, туніські, алжирські, єгипетські добровольці були організовані капітаном Мустафою Кемалем. Битва при Тобруці 22 грудня завершилася перемогою Мустафи Кемаля. Проте Королівство Італія мало повну військово-морську перевагу і могло розширити контроль майже на всі 2 000 км лівійського узбережжя від квітня до початку серпня 1912 року. Королівство Італія почало бойові дії проти османських володінь в Егейському морі зі схвалення інших європейських держав. Італійський уряд прагнув завершити війну, оскільки вона тривала набагато довше, ніж очікувалося. Королівство Італія зайняло Додеканес, але це викликало незадоволення Австро-Угорської імперії, яка боялася посилення спалаху іредентизму на територіях, які вважала «своїми», — Королівство Сербія і Грецьке королівство[джерело?]. Єдиною іншою бойовою дією, що відбулася літом 1912 року, був напад на османський флот п'яти італійських торпедних катерів у протоці Дарданелли (18 липня). В серпні 1912 року в Албанії і Македонії спалахнуло антиосманське повстання. У вересні Болгарське царство, Королівство Сербія і Грецьке королівство підготували свої армії до війни проти Османської імперії, використовуючи у своїх інтересах її труднощі у війні проти Італії. 8 жовтня Королівство Чорногорія оголосило Османській імперії війну. Так почалися Балканські війни, які ще більше наблизили початок Першої світової війни. Італійські дипломати вирішили використовувати у своїх інтересах дану ситуацію, щоб домогтися якнайшвидше вигідного миру.

## Кінець війни
15 жовтня 1912 в Уші (Швейцарія) був підписаний попередній таємний, а о 16:45 18 жовтня 1912 року в Лозанні — головний мирний договір. Умови угоди були формально рівні тим, які на початку війни запропонував Стамбул. Триполітанія і Киренаїка отримали тільки автономний статус з судовим правлінням каді, призначеного султаном. «Подарувавши» населенню Лівії автономію, османський султан також зобов'язувався вивести свої війська з її території. Італія зобов'язувалася евакуювати свої війська з Додеканеських островів. Завоювання Лівії виявилося значно дорожчим для Італії, ніж очікувалося перед війною: замість 30 мільйонів лір на місяць, спочатку виділених для італійської армії, ця «військова прогулянка» коштувала 80 мільйонів лір щомісяця протягом набагато тривалішого періоду часу, ніж передбачалося, що викликало економічні проблеми в країні. А в самій Лівії італійський контроль виявився неефективним до кінця 1920-х років. Італійські генерали П'єтро Бадольйо і Родольфо Граціані застосували каральні заходи щодо лівійського народу, які вилилися в жорстокі й криваві репресії. Додеканеські острови всю Першу світову війну залишилися під контролем Королівства Італія. Згідно з Севрською мирною угодою, більшістю островів (окрім Родоса) потрібно було поступитися Грецькому королівству в обмін на надання значної зони впливу в південно-західній Малій Азії. Але поразка греків у греко-турецькій війні зробила цю угоду недійсною. Згідно з Лозаннською конференцією, Додеканеські острови були тоді формально захоплені Італійським королівством і залишалися під італійським пануванням до кінця Другої світової війни, після чого перейшли до Греції. Остаточна відмова Османської імперії від прав на Лівію і Додеканес була зафіксована Лозаннським мирним договором 1923 року.